# Cholupice
Cholupice (německy Cholupitz) jsou městská čtvrť a katastrální území Prahy, součást městské části Praha 12. Je zde evidováno 18 ulic a 165 adres. Žije zde zhruba 600 obyvatel. Okolo Cholupic vede vnější silniční obchvat, tzv. Pražský okruh. Západně od obce se nachází sportovní letiště Točná.

## Historie
Cholupice bývaly samostatnou obcí. Roku 1960 byla k Cholupicím připojena obec Točná. Roku 1974 byla celá obec Cholupice včetně Točné připojena k hlavnímu městu Praze. Roku 1976 byl v Cholupicích zrušen místní národní výbor a obě vsi připadly pod přímou působnost MNV v Modřanech, na jehož působnost navazuje dnešní městská část Praha 12.

## Symboly
Cholupice nemají dle zákona, jako část městské části Praha 12, nárok na znak a vlajku.

### Vlajka
Přestože nemají nárok na vlajku, nechaly si Cholupice v Národním registru vlajek a praporů (ten registruje vlajky, které nejsou stanoveny na základě zákonů České republiky) registrovat vlastní vlajku. Ta byla registrována 29. ledna 2022 pod číslem 0043-C.
Vlajka je tvořena listem o poměru stran 2:3 se třemi vodorovnými pruhy v poměru šířek 14:5:11 – zeleným, zubatým žlutým a zvlněným modrým. V zeleném pruhu žlutý stojící bažant, žlutý pruh má tři zuby vysoké desetinu šířky listu a čtyři mezery, krajní poloviční. V modrém pruhu žlutý okoun.

## Spolky a akce
Na východním konci obce v místní části „Ke Kálku“ se každoročně 30. dubna odehrávalo impozantní pálení čarodějnic se stánkem a největší hranicí na území města Prahy. V obci působí také celá řada spolků a sdružení, mezi aktivní zde patří sbor dobrovolných hasičů, myslivecký spolek, TJ Sokol Cholupice, Svaz českých chovatelů, spolek rybářů, Spolek volnočasových aktivit Cholupice… V obci se každoročně konají staročeské máje, které připadají na jednu ze sobot druhé poloviny května. Jedná se o staročeskou tradici vítání jara, během které prochází celou obcí průvod májovníků v krojích, navštěvují všechna cholupická stavení. Součástí je také slavnostní zahájení i zakončení akce v cholupickém parku s bohatým programem. Práci s mládeží se v Cholupicích věnují aktivně čtyři sdružení: Jezdecký klub Cholupice, TJ Sokol Cholupice, Základní organizace svazu českých chovatelů a sbor dobrovolných hasičů v Cholupicích.

## Stavby
- Cholupický hřbitov – východním směrem od obce
- Cholupická tvrz – v místech panského dvora v ulici Podchýšská čp. 11

## Galerie

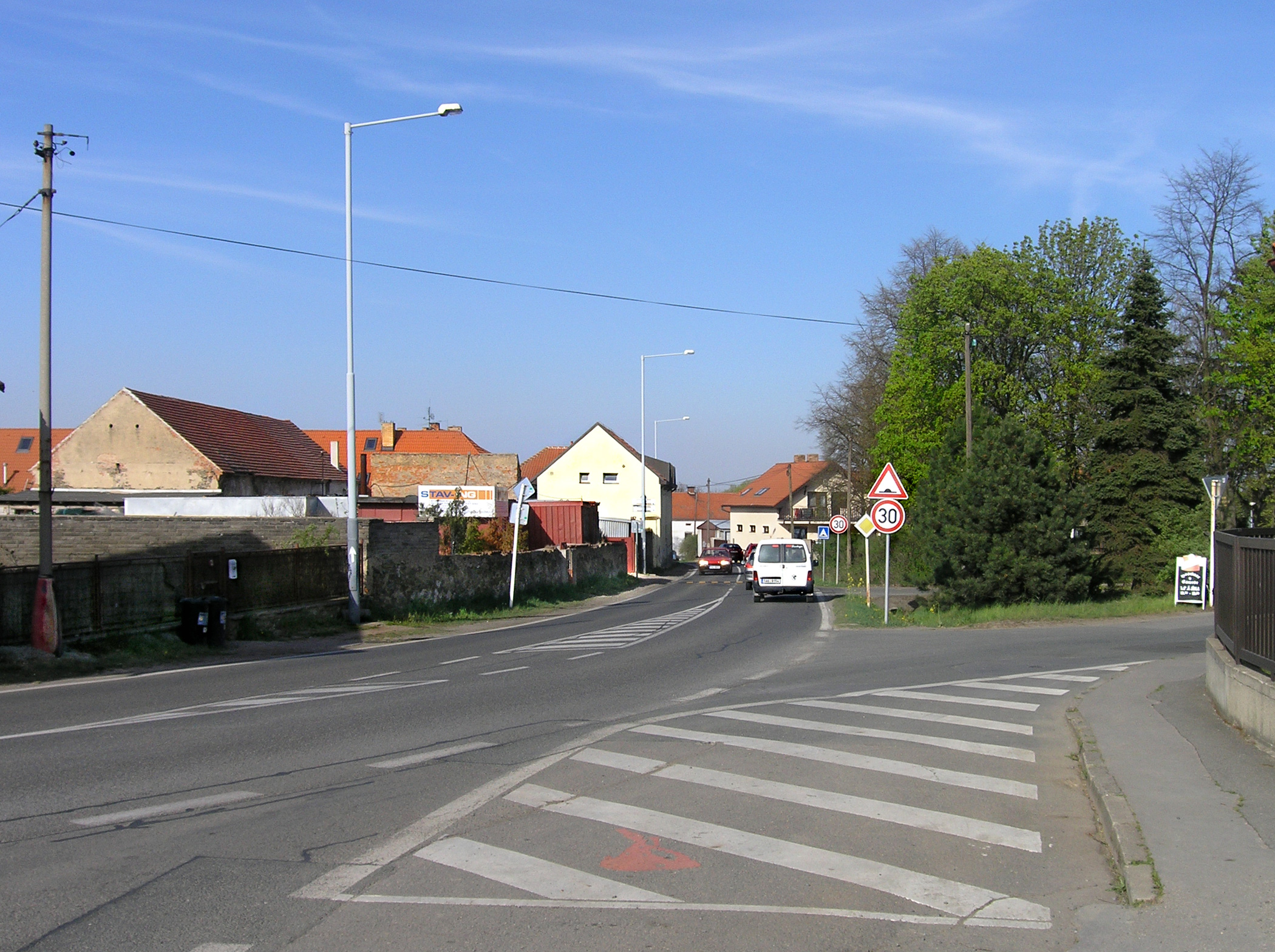
Podchýšská ulice směrem k Písnici
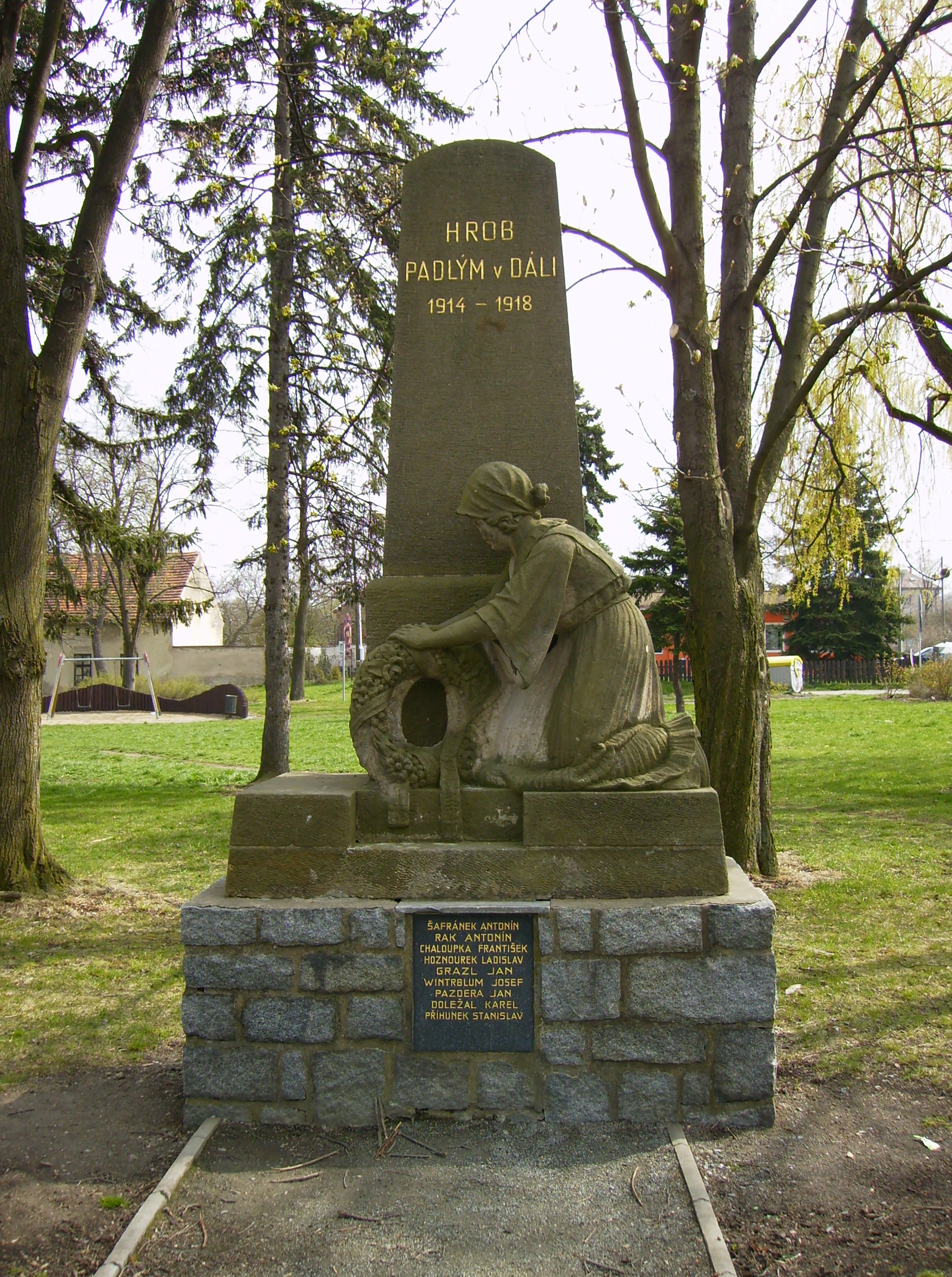
Památník obětem 1. světové války
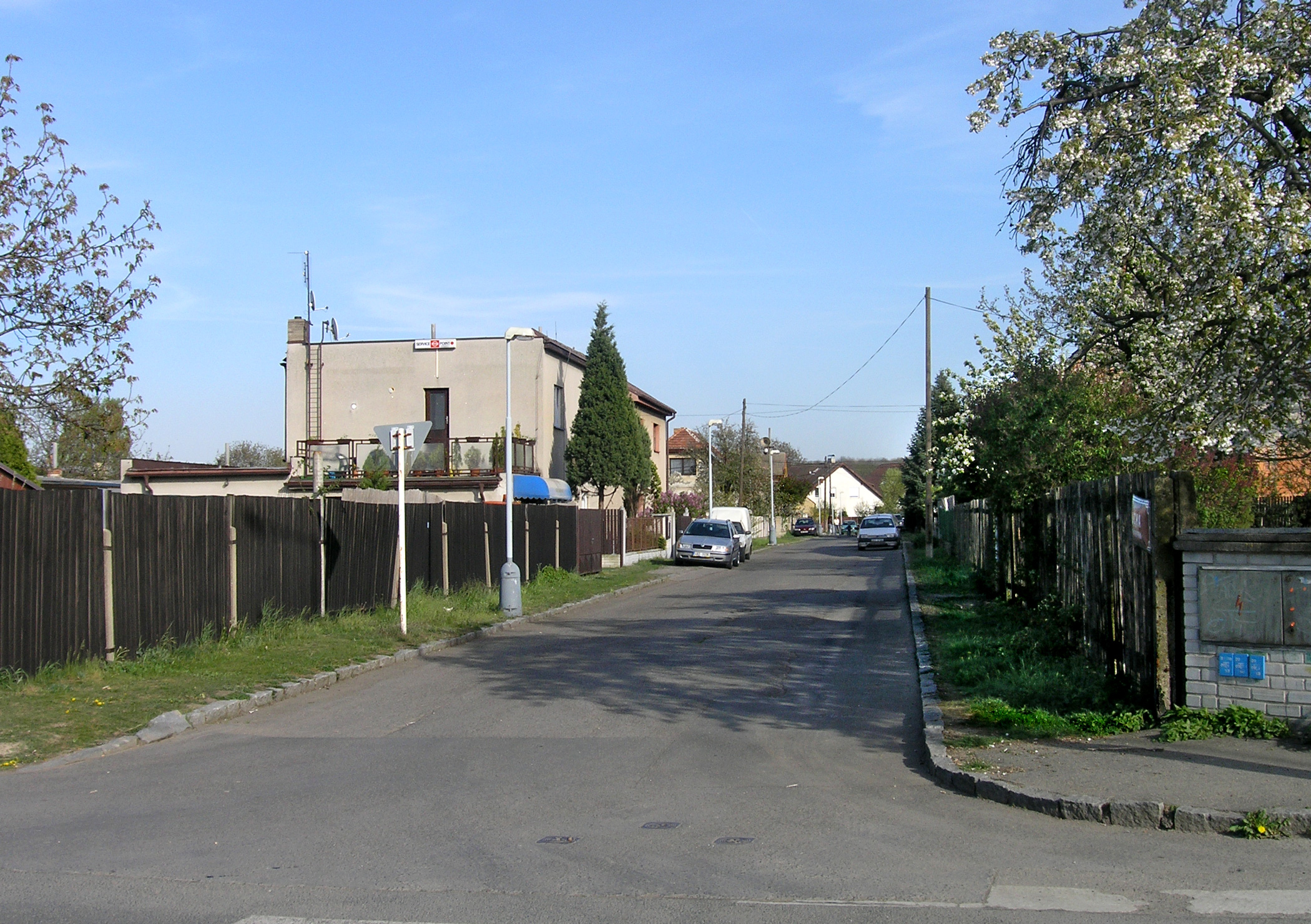
Lichá ulice (Sudá ulice v Praze není)
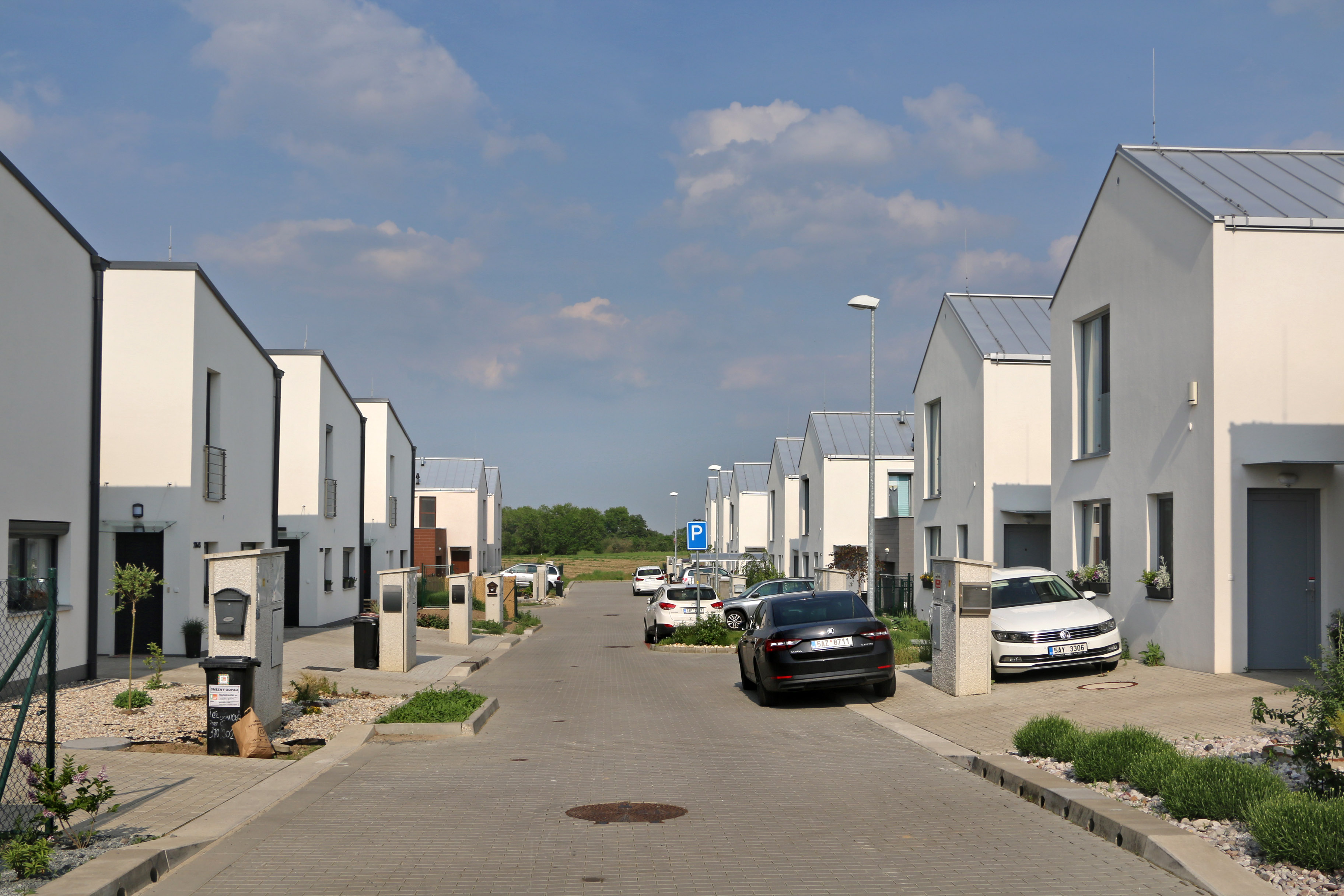
Nová výstavba na západě vesnice